# Quartiers de Tours

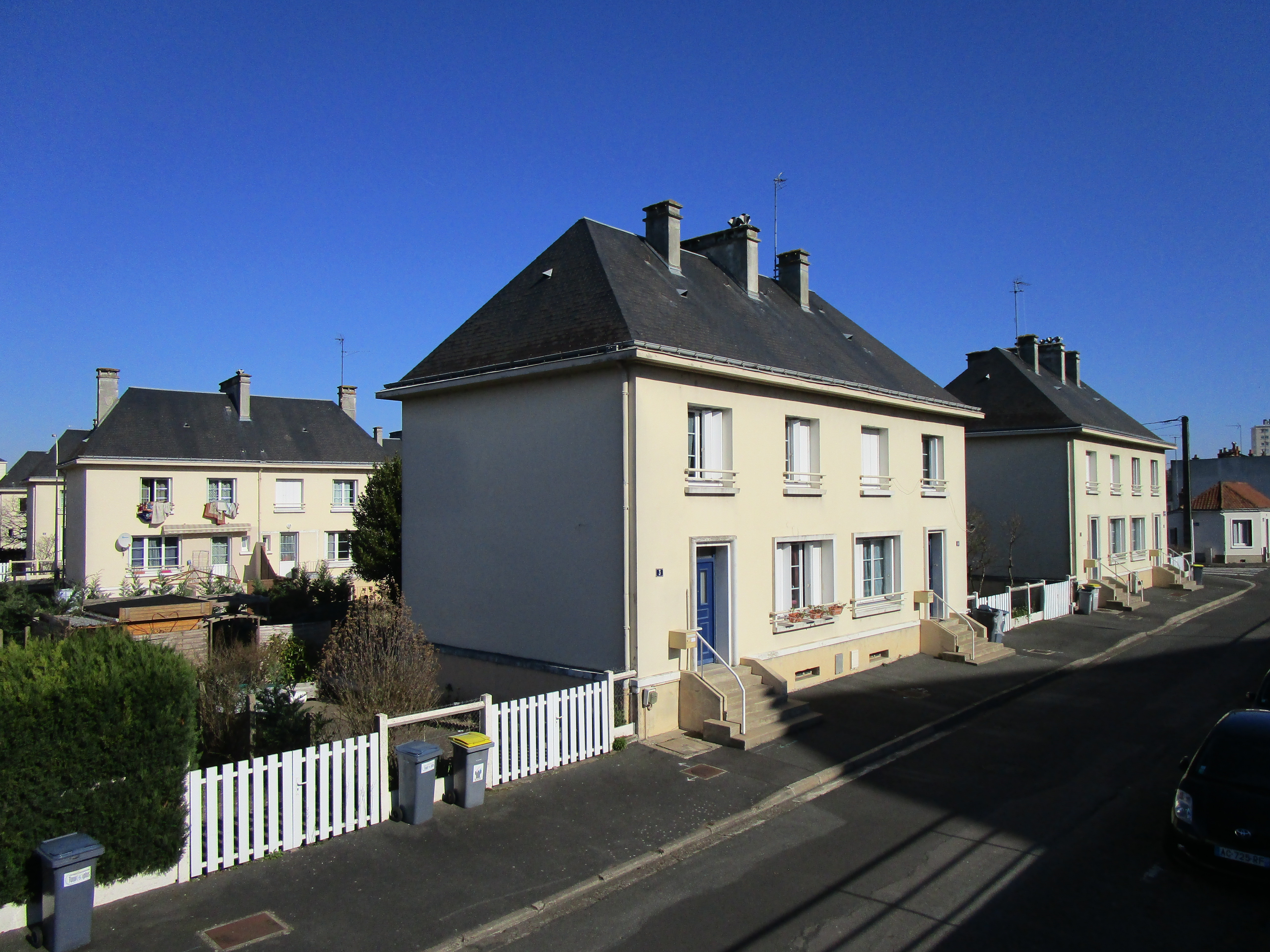
La cité ouvrière des bords de Cher, quartier Beaujardin.

Les quartiers de Tours sont au nombre de 22 selon le découpage de la commune par l'Insee en « îlots regroupés pour l'information statistique » (IRIS). Ces quartiers ont des tailles très diverses, allant de 16 972 habitants pour Saint-Symphorien à 1 610 pour La Bergeonnerie.
Comme pour de nombreuses villes, il existe différents autres découpages pour la ville de Tours, comme celui des comités de quartier.

## Historique

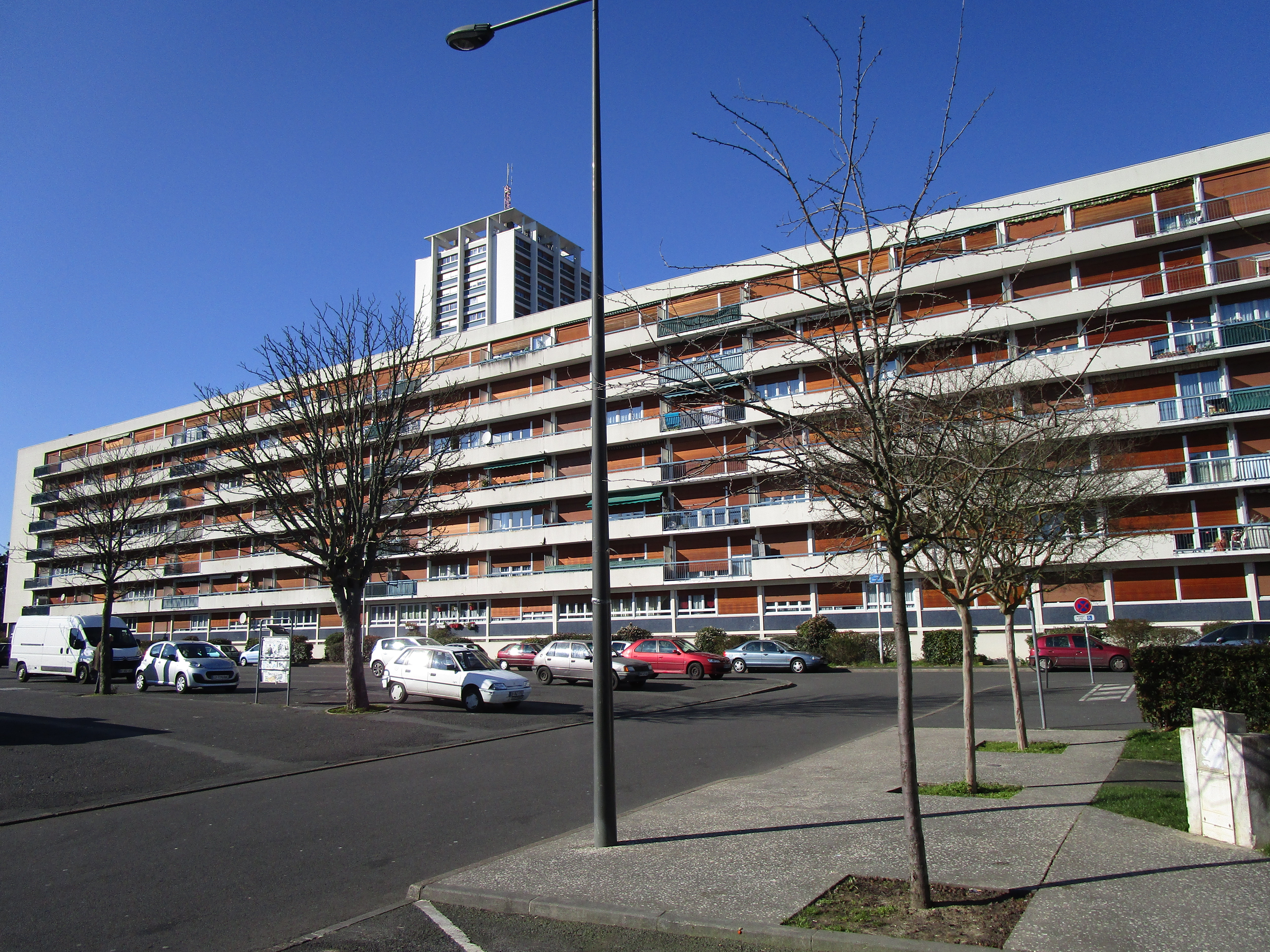
Place Saint-Paul du Sanitas.

La ville de Tours a naturellement connu plusieurs découpages au cours de son histoire. D'abord réduite à la partie centrale du Vieux-Tours et au nord de la Loire dans l'ancien faubourg Saint-Symphorien, la ville s'est surtout étendue au cours du XXe siècle. À la fin de la Seconde Guerre mondiale, Tours s'est déjà nettement étendue avec les « faubourgs sud » des Prébendes d'Oé, de Grammont, La Fuye, Febvotte, Général-Renault et Beaujardin, ainsi qu'à l'ouest avec Rabelais et Lamartine.
Les années 1960 permettent à la ville de s'étendre vers le sud et le nord en absorbant tout ou parties des communes avoisinantes. En 1964, Saint-Symphorien et Sainte-Radegonde-en-Touraine fusionnent avec Tours. Les constructions de grands ensembles durant les Trente Glorieuses offrent à la ville de nombreux nouveaux quartiers, comme le Sanitas, les Fontaines, Europe ou les Rives du Cher. Depuis les années 1990, on compte aussi le quartier nouveau des Deux-Lions.

## Découpage administratif
Les quartiers de Tours sont définis par l'Insee dans son partage de la commune de Tours en 22 îlots regroupés pour l'information statistique (IRIS). Ce sont donc eux qui permettent de dégager des statistiques précises sur les quartiers, la plupart d'entre-eux étant de plus divisés en plusieurs secteurs. On trouve par exemple, comme présenté sur le tableau ci-dessous, le nombre d'habitants, les revenus moyens annuels par foyer, la part de logements sociaux et l'âge moyen des habitants,,.
Ces données permettent d'observer des ruptures au sein de la ville. Le quartier Grammont-Prébendes est le plus riche de la ville alors que le plus pauvre, le Sanitas, a des revenus deux fois plus faibles. Le Sanitas, les Fontaines et Rochepinard ont le plus de logements sociaux, tandis que Grammont-Prébendes, Paul-Bert et Cathédrale n'en comptent quasiment aucun. Les habitants des Rives du Cher sont les plus âgés, tandis que ceux des Deux-Lions sont les plus jeunes.
| Situation géographique | Quartier IRIS                                       | Illustration | Population (2020) | +/- pop. (2014-2020) | Revenus (2009) | Log. sociaux (2018) | Âge moyen (2009) |
| ---------------------- | --------------------------------------------------- | ------------ | ----------------- | -------------------- | -------------- | ------------------- | ---------------- |
| Tours-Nord             | 01. Paul-Bert                                       |              | 3 399             | 6 %                  | 26 200 €       | 3 %                 | 42 ans           |
| Tours-Nord             | 02. Saint-Symphorien (dont Tourettes et Monconseil) |              | 16 972            | 20 %                 | 24 200 €       | 18 %                | 42 ans           |
| Tours-Nord             | 03. Sainte-Radegonde                                |              | 7 252             | 4 %                  | 26 800 €       | 19 %                | 38 ans           |
| Tours-Nord             | 04. Europe                                          |              | 10 983            | 5 %                  | 21 100 €       | 40 %                | 42 ans           |
| Tours-Nord             | 05. Douets Milletière                               |              | 3 330             | en stagnation        | 29 200 €       | 13 %                | 40 ans           |
| Tours-Centre           | 01. Centre                                          |              | 10 857            | 5 %                  | 21 700 €       | 12 %                | 37 ans           |
| Tours-Centre           | 02. Cathédrale                                      |              | 3 582             | 7 %                  | 27 800 €       | 3 %                 | 37 ans           |
| Tours-Centre           | 03. Grammont-Prébendes                              |              | 10 996            | 2 %                  | 29 400 €       | 2 %                 | 39 ans           |
| Tours-Centre           | 04. Lamartine                                       |              | 5 362             | 7 %                  | 17 300 €       | 44 %                | 37 ans           |
| Tours-Centre           | 05. Rabelais-Tonnellé                               |              | 6 142             | 10 %                 | 23 200 €       | 15 %                | 37 ans           |
| Tours-Centre           | 06. Giraudeau (dont Maryse-Bastié)                  |              | 4 771             | 10 %                 | 17 900 €       | 46 %                | 34 ans           |
| Tours-Centre           | 07. Lakanal-Strasbourg                              |              | 5 420             | 7 %                  | 28 400 €       | 9 %                 | 38 ans           |
| Tours-Centre           | 08. Febvotte-Marat                                  |              | 5 237             | 1 %                  | 26 300 €       | 3 %                 | 41 ans           |
| Tours-Centre           | 09. Rives du Cher                                   |              | 4 695             | 5 %                  | 24 000 €       | 38 %                | 46 ans           |
| Tours-Centre           | 10. La Fuye-Velpeau                                 |              | 8 682             | 2 %                  | 25 200 €       | 9 %                 | 40 ans           |
| Tours-Centre           | 11. Sanitas-Rotonde                                 |              | 9 162             | 11 %                 | 13 700 €       | 60 %                | 36 ans           |
| Tours-Centre           | 12. Beaujardin-Raspail                              |              | 4 122             | 1 %                  | 22 200 €       | 27 %                | 43 ans           |
| Tours-Centre           | 13. Rochepinard                                     |              | 1 753             | 13 %                 | 18 400 €       | 40 %                | 41 ans           |
| Tours-Sud              | 01. Montjoyeux-Grandmont                            |              | 3 737             | 2 %                  | 22 500 €       | 6 %                 | 34 ans           |
| Tours-Sud              | 02. La Bergeonnerie                                 |              | 1 610             | 19 %                 | 18 900 €       | 51 %                | 38 ans           |
| Tours-Sud              | 03. Fontaines                                       |              | 6 704             | 3 %                  | 18 600 €       | 51 %                | 39 ans           |
| Tours-Sud              | 04. Deux-Lions                                      |              | 3 083             | 28 %                 | 25 400 €       | 18 %                | 28 ans           |

## Comités de quartiers
En 2017, la ville de Tours compte 18 comités de quartiers, qui correspondent la plupart du temps au découpage de l'Insee :
- au Nord :
  - Comité de quartier Douets Milletière
  - Comité de quartier Les Tourettes
  - Comité de quartier Paul-Bert-Île-Aucard
  - Comité de quartier Pavillons-les Grands Ensembles
  - Comité de quartier Vivre ensemble à Sainte-Radegonde
- à l'Ouest :
  - Comité de quartier Lamartine-Les Halles
  - Comité de quartier Febvotte-Marat
  - Comité de quartier Lakanal-Strasbourg-Prébendes
  - Comité de quartier Rabelais-Tonnellé
- à l'Est :
  - Comité de quartier Beaujardin-Raspail-Rochepinard
  - Comité de quartier Colbert-Cathédrale
  - Comité de quartier La Fuye-Velpeau
  - Comité de quartier Sanitas-Quartier Grammont-Michelet
- au Sud :
  - Comité de quartier La Bergeonnerie
  - Comité de quartier Les Fontaines
  - Comité de quartier Montjoyeux
  - Vivre Ensemble aux Rives du Cher (VERC)
  - Comité de quartier Les 2 lions

## Politique
Lors de l'élection présidentielle de 2022, les voix se sont réparties entre les quartiers de la ville de la manière suivante parmi les six principaux candidats arrivés en tête :
| -            | Candidat (% ville)                              | Emmanuel Macron 30,1 % | Jean-Luc Mélenchon 29,9 % | Marine Le Pen 13,2 % | Éric Zemmour 6,6 % | Yannick Jadot 6,3 % | Valérie Pécresse 5,0 % |
| ------------ | ----------------------------------------------- | ---------------------- | ------------------------- | -------------------- | ------------------ | ------------------- | ---------------------- |
| Tours-Nord   | 01. Paul-Bert                                   | 27,5 % · 2,6           | 37,1 % · 7,2              | 7,1 % · 6,1          | 6,4 % · 0,2        | 9,2 % · 2,9         | 3,2 % · 1,8            |
| Tours-Nord   | 02. Marmoutier (bas de Sainte-Radegonde)        | 31,6 % · 1,5           | 26,8 % · 3,1              | 15,0 % · 1,8         | 9,7 % · 3,1        | 6,6 % · 0,3         | 3,4 % · 1,6            |
| Tours-Nord   | 03. Camille Maurois (hauts de Sainte-Radegonde) | 32,7 % · 2,6           | 23,3 % · 6,6              | 16,8 % · 3,6         | 6,8 % · 0,2        | 5,5 % · 0,8         | 4,8 % · 0,2            |
| Tours-Nord   | 04. Tourettes                                   | 28,8 % · 1,3           | 26,6 % · 3,3              | 16,4 % · 3,2         | 6,5 %              | 6,7 % · 0,4         | 4,8 % · 0,2            |
| Tours-Nord   | 05. Maginot                                     | 30,9 % · 0,8           | 25,2 % · 4,7              | 15,7 % · 2,5         | 6,6 %              | 7,5 % · 1,2         | 4,9 %                  |
| Tours-Nord   | 06. Tranchée                                    | 33,2 % · 3,1           | 25,5 % · 4,4              | 10,4 % · 2,8         | 7,9 % · 1,3        | 6,8 % · 0,5         | 7,6 % · 2,6            |
| Tours-Nord   | 07. Europe                                      | 27,1 % · 3,0           | 24,7 % · 5,2              | 23,7 % · 10,5        | 5,9 % · 0,7        | 4,3 % · 2,0         | 3,9 % · 1,1            |
| Tours-Nord   | 08. Douets Milletière                           | 32,7 % · 2,6           | 21,1 % · 8,8              | 22,2 % · 9,0         | 5,1 % · 1,5        | 4,6 % · 1,7         | 3,1 % · 1,9            |
| Tours-Centre | 01. Centre                                      | 31,7 % · 1,6           | 31,8 % · 1,9              | 7,3 % · 5,9          | 8,2 % · 1,6        | 7,0 % · 0,6         | 6,5 % · 1,5            |
| Tours-Centre | 02. Grammont-Prébendes                          | 34,0 % · 3,9           | 26,5 % · 3,4              | 7,4 % · 5,8          | 9,4 % · 2,8        | 8,1 % · 1,7         | 7,0 % · 2,0            |
| Tours-Centre | 04. Lamartine                                   | 23,5 % · 6,7           | 40,2 % · 10,3             | 14,2 % · 0,9         | 5,6 % · 1,0        | 4,6 % · 1,7         | 2,7 % · 2,3            |
| Tours-Centre | 05. Rabelais-Tonnellé                           | 32,3 % · 2,2           | 29,1 % · 0,8              | 8,0 % · 5,3          | 7,7 % · 1,1        | 7,6 % · 1,3         | 6,4 % · 1,4            |
| Tours-Centre | 06. Giraudeau (dont Maryse-Bastié)              | 26,9 % · 3,2           | 32,5 % · 2,6              | 15,1 % · 1,8         | 5,1 % · 1,5        | 6,1 % · 0,2         | 3,9 % · 1,1            |
| Tours-Centre | 08. Febvotte-Marat                              | 32,2 % · 2,1           | 29,3 % · 0,6              | 10,6 % · 2,6         | 4,9 % · 1,7        | 7,4 % · 1,1         | 4,0 % · 1,0            |
| Tours-Centre | 09. Rives du Cher                               | 27,5 % · 2,6           | 38,3 % · 8,4              | 15,2 % · 1,9         | 3,6 % · 3,0        | 2,6 % · 3,7         | 4,9 %                  |
| Tours-Centre | 10. La Fuye-Velpeau                             | 31,0 % · 0,9           | 32,0 % · 2,1              | 9,7 % · 3,5          | 5,3 % · 1,3        | 8,8 % · 2,5         | 4,3 % · 0,7            |
| Tours-Centre | 11. Sanitas-Rotonde                             | 22,5 % · 7,6           | 43,9 % · 14               | 15,4 % · 2,2         | 3,0 % · 3,6        | 3,2 % · 3,1         | 2,4 % · 2,6            |
| Tours-Centre | 12. Beaujardin-Raspail                          | 23,5 % · 6,6           | 36,4 % · 6,5              | 17,7 % · 4,5         | 4,3 % · 2,3        | 4,8 % · 1,5         | 2,9 % · 2,1            |
| Tours-Centre | 13. Rochepinard                                 | 35,2 % · 5,1           | 25,6 % · 4,3              | 15,3 % · 2,1         | 6,6 %              | 2,8 % · 3,5         | 7,4 % · 2,2            |
| Tours-Sud    | 01. Montjoyeux-Grandmont                        | 29,8 % · 0,3           | 28,0 % · 1,9              | 17,4 % · 4,2         | 4,9 % · 1,7        | 4,8 % · 1,5         | 4,0 % · 1,0            |
| Tours-Sud    | 02. La Bergeonnerie                             | 20,1 % · 10            | 35,0 % · 5,1              | 21,9 % · 8,7         | 7,7 % · 1,1        | 4,3 % · 2,0         | 2,4 % · 2,6            |
| Tours-Sud    | 03. Fontaines                                   | 30,0 %                 | 30,3 % · 0,4              | 18,1 % · 4,9         | 6,7 %              | 3,7 % · 2,6         | 4,0 % · 1,0            |
| Tours-Sud    | 04. Deux-Lions                                  | 31,3 % · 1,2           | 30,7 % · 0,8              | 16,6 % · 3,4         | 3,6 % · 3,0        | 4,3 % · 2,0         | 4,2 % · 0,8            |